# Дмитров, Алексей Вячеславович
Алексе́й Вячесла́вович Дмитро́в (род. 26 марта 1973 года) — начальник штаба – заместитель командира соединения подводных лодок Северного флота, капитан 1-го ранга, Герой Российской Федерации (2012).

## Биография
Алексей Вячеславович Дмитров родился в Ленинграде 26 марта 1973 года.
После окончания в 1990 году средней школы в городе Полярный Мурманской области Алексей Вячеславович поступил в Высшее военно-морское училище радиоэлектроники имени А. С. Попова, которое окончил в 1995 году.
А. В. Дмитров военную службу начал в 1995 году инженером вычислительной группы радиотехнической боевой части К-154 «Тигр». Среди прибывших на корабль выпускников военных вузов Алексей Вячеславович одним из первых сдал зачёты на допуск к самостоятельному выполнению обязанностей по занимаемой должности и на допуск к дежурству по кораблю.
После окончания в 2005 году с отличием Высших офицерских классов ВМФ РФ А. В. Дмитров был назначен командиром 608-го экипажа подводных лодок проекта 971 в составе 24-й дивизии. В 2006 и 2009 годах подводные лодки, которыми командовал Алексей Вячеславович, становились лучшими в ВМФ РФ.
В 2006 году К-154 «Тигр» под командованием Алексея Вячеславовича Дмитрова успешно выполнила задачи по обеспечению боевой устойчивости подводных крейсеров стратегического назначения в совместных учениях Северного и Тихоокеанского флотов.
В 2007 году экипаж А. В. Дмитрова ввёл после ремонта в строй подводную лодку К-317 «Пантера» и привёл её в пункт базирования.
В 2009 году под командованием А. В. Дмитрова К-335 «Гепард» успешно выполнила задачи в дальней морской зоне.
В 2009 году экипаж под командованием Алексея Вячеславовича Дмитрова завоевал три приза главнокомандующего ВМФ РФ по видам состязаний между атомными подводными лодками ВМФ РФ.
Алексей Вячеславович Дмитров участвовал в восьми дальних походах, в том числе в дальней морской зоне в айсбергоопасных районах мирового океана.
Указом Президента Российской Федерации № 187 от 15 февраля 2012 года за мужество и самоотверженность, проявленные при выполнении служебного долга, капитану 1-го ранга Дмитрову Алексею Вячеславовичу присвоено звание Героя Российской Федерации с вручением знака особого отличия — медали «Золотая Звезда».
22 февраля 2012 года в Екатерининском зале Московского Кремля в торжественной обстановке Президент РФ Дмитрий Анатольевич Медведев вручил Алексею Вячеславовичу Дмитрову «Золотую Звезду» Героя Российской Федерации.

## Награды
- Медаль «Золотая Звезда» Героя Российской Федерации (15 февраля 2012 года);
- Орден «За военные заслуги»;
- Медаль ордена «За заслуги перед Отечеством» 2-й степени;
- Орден Мужества (2016);[3]
- Медали РФ.